# Jaromír Bohačík
Jaromir Bohačík (Ostrava, 26 maggio 1992) è un cestista ceco.

## Carriera
Con la Rep. Ceca ha disputato i Giochi olimpici di Tokyo 2020, i Campionati mondiali del 2019 e due edizioni dei Campionati europei (2017, 2022).

## Palmarès
- Campionato ceco: 2

ČEZ Nymburk: 2017-18, 2018-19
- Coppa della Repubblica Ceca: 3

ČEZ Nymburk: 2018, 2019, 2020